# 夜访吸血鬼
《夜访吸血鬼》（英語：Interview with the Vampire）是一部由华纳兄弟影业公司1994年出品的电影，根据安·萊絲的同名小说改编，由汤姆·克鲁斯、布拉德·皮特、安东尼奥·班德拉斯等人主演。

## 情节介绍
丹尼爾·馬洛（克利斯汀·史萊特飾）是一名在三藩市工作的記者，有一晚他遇見了自稱是吸血鬼的路易（布拉德·皮特飾）；丹尼爾雖然對路易的身分半信半疑，但仍然決定訪問路易；他跟隨路易到一個小公寓，而路易亦把他的身世娓娓道來。
二百年前，路易是一個莊園領主，在新奧爾良附近擁有大型農場，因妻子難產死亡而產生尋死的念頭。吸血鬼黎斯特（汤姆·克鲁斯飾）在那時出現，說他選中路易作為伙伴，並將路易變成了吸血鬼，但善良的路易因仍未失去人性，不肯殺人或吸人血，而令到黎斯特相當失望。不久之後，路易的奴隸因迷信和黎斯特的獵殺開始懼怕他們，更團結起來打算消滅他們兩個，路易其中一個女僕嘗試勸告路易把黎斯特趕走，但路易最後忍不住飢渴而將她殺了；萬念俱灰下，路易嘗試燒掉自己及整個莊園，但被黎斯特救出。
黎斯特帶著路易到新奧爾良後，路易看見一位遭父親遺棄、母親得黑死病死去的小女孩（克斯汀·鄧斯特飾），一念之差下竟咬了她，更被黎斯特發現。黎斯特幫小女孩改名為克勞蒂亞，並將她變成吸血鬼，此後加入了他們的行列；路易亦開始吸人血。克勞蒂亞逐漸長大，亦愛上了路易，但內心成熟的她卻有著無法成長的外貌，她的外表仍然是個小女孩。 渴望擁有成熟軀體的克勞蒂亞開始憎恨一切，為了和路易在一起竟下手殺了黎斯特，不料某天黎斯特竟又找到倆人，原來他並未死去，這令路易和克勞蒂亞驚慌不已，兩人只有逃走。
路易與克勞蒂亞為了尋找同類，走遍歐洲各地，但歷經多年都沒有結果，直到最後到了法國。他們在巴黎遇到阿曼德（安东尼奥·班德拉斯飾），一位帶領一群吸血鬼在劇院扮演吸血鬼的頭頭，阿曼德是位活了四百年的吸血鬼。雖然路易希望阿曼德能教授他知識，不過卻也離不開克勞蒂亞。 不久他們兩人殺死黎斯特的事被其他吸血鬼知道，而吸血鬼之間有一個規定：殺害自己創造者的吸血鬼，必須被處死。
克勞蒂亞要求路易斯將一名洋娃娃工匠麥德琳轉變為吸血鬼，讓她扮演母親的角色，取代黎斯特留下的位子。路易斯一開始拒絕，但隨即發現克勞蒂亞的自身的痛苦，便將麥德琳轉變為吸血鬼。沒多久，吸血鬼劇場的成員們闖入他們家中，強行將他們三個帶走。原因是黎斯特現身，告訴劇場他過去的遭遇，最後導致路易斯被鎖死於棺材中。當克勞蒂亞和麥德琳被關在一個透天的小房間時，阿曼德現身並把路易斯從棺材中救出來，但麥德林與克勞蒂亞則因暴露於太陽下，被活活燒死。路易斯找到了她們留下的灰燼，相當震驚和憤怒。那一晚，他回到劇院，用像太陽一樣的火把整間劇院和裡面的吸血鬼燃燒殆盡，最後他和阿曼德離開。
經過了數十年，他在新奧爾良再次遇到黎斯特，垂死的黎斯特希望倆人能重新在一起，但路易仍選擇離去。
聽完了故事，丹尼爾嚮往路易的力量，要求路易把他也變成吸血鬼，路易不但拒絕，亦因丹尼爾終究未能體會路易作為吸血鬼的痛苦，而感到失望。路易憤怒地離開後，丹尼爾駕車回家，途中黎斯特突然出現，並給他選擇的機會，就如同當初他對路易一樣。

## 演員
- 汤姆·克鲁斯 飾 萊斯特（英语：Lestat de Lioncourt）
- 布拉德·皮特 飾 路易（英语：Louis de Pointe du Lac）
- 姬絲汀·登絲 飾 克勞蒂亞（Claudia）
- 安东尼奥·班德拉斯 飾 阿曼德（Armand）
- 史蒂芬·雷（英语：Stephen Rea） 飾 聖地牙哥（Santiago）
- 克利斯汀·史萊特 飾 記者丹尼爾·馬洛（Daniel Molloy）

## 製作
主體拍攝於1993年10月15日開始，拍攝地包含巴黎、伦敦、新奥尔良和旧金山。

## 文化影响
- 華語歌曲：五月天〈夜訪吸血鬼〉，收錄專輯：《後青春期的詩》